# 永井まどか (モデル)
永井 まどか（ながい まどか、1972年5月19日 - ）は、日本のモデル。
身長168cm。趣味はバレエ。特技はフラワーアレンジメント。シュルーモデルエージェンシー所属（かつてはクラージュ所属）。

## 出演

### テレビ番組
- 満点企業（日本テレビ、リポーター、1993年〜2004年）

### CM
- ソニー　α100
  - 『α、誕生篇』　須藤智彦、加藤信雄、水野友加里らと共演　（2006年6月19日～）
  - 『ハンドフレーム篇』　片山翔太、加藤美月らと共演　（2006年9月22日～）

### 雑誌
- VERY

### ポスター・スチル
- エプソン
- ヤマハ